# 악몽 (1968년 영화)
악몽은 1968년 공개된 대한민국의 영화이다.

## 배역
- 신성일
- 윤정희
- 박암
- 최성호
- 김성옥
- 김대용
- 안성진
- 장훈
- 김웅
- 성소민
- 문태선
- 심갑종
- 안병한
- 장현호
- 한창열
- 손승문